# Iris missouriensis
Iris missouriensis là một loài thực vật có hoa trong họ Diên vĩ. Loài này được Nutt. miêu tả khoa học đầu tiên năm 1834.

## Phân bố
Chúng là loài bản địa miền tây Bắc Mỹ. Chúng phân bố đa dạng; mọc ở độ cao lớn trên núi, đồng cỏ núi cao và xuống đến mực nước biển ở những ngọn đồi ven biển.
Loài này được trồng rộng rãi ở các vùng ôn đới.

## Sử dụng
Một số bộ lạc người da đỏ cao nguyên sử dụng rễ để điều trị đau răng.
Người Navajo sử dụng nước sắc của loài cây này như một loại thuốc gây nôn. Người Zuni áp dụng một loại thuốc đắp từ rễ đã nhai để tăng sức khỏe cho trẻ sơ sinh và các đứa bé dưới 7 tuổi.